# Ian Stewart (futebolista)
Ian Edwin Stewart (Belfast, 6 de janeiro de 1964) é um ex-futebolista profissional norte-irlandês que atuava como atacante.

## Carreira
Ian Stewart fez parte do elenco da Seleção Norte-Irlandesa de Futebol, da Copa de 1986.